# Kloster Calvaire
Koordinaten: 46° 45′ 55,1″ N, 65° 26′ 41,1″ W
Kloster Calvaire (lat. Abbatia B. M. de Calvaria) ist eine kanadische Abtei der Trappisten in Rogersville (New Brunswick), Erzbistum Moncton.

## Geschichte
Als um 1900 in Frankreich die Auflösung der Klöster durch das Gesetz zur Trennung von Kirche und Staat drohte, gründete Kloster Bonnecombe 1902 als Zuflucht Kloster Notre-Dame du Calvaire in Rogersville, das (mit Unterstützung von Marcel-François Richard) bereits 1904 vom Papst zum Priorat erhoben wurde (erste Priorwahl allerdings erst 1930) und 1960 den Rang einer Abtei erhielt. Die Mönche, die zwischen 1922 und 1969 mit mehreren Brandkatastrophen zu kämpfen hatten, stellten bis 1972 Bausteine aus einem eigenen Steinbruch her. Ab 1963 verlegten sie sich auf die Hühnerzucht. 1966 bauten sie ein Gästehaus.
Drei Kilometer entfernt vom Kloster Calvaire wurde 1904 mit Hilfe der Mönche das Kloster Assomption für die aus Kloster Lyon-Vaise vertriebenen Trappistinnen errichtet.

### Obere, Prioren und Äbte
- Antoine Piana (1902–1922)
- Hippolythe Bru (1922–1937)
- Alyre (Richard) Richard (1937–1938)
- Cherubin Lenssen (1938–1953)
- Alphonse Arsenault (1953–1991)
- Adrien Bordage (1991–1993)
- Maurice Guimond (1993–2002)
- Bede Stockill (2002–2018)